# 1970년 볼라 사이클론
1970년 볼라 사이클론(Bhola cyclone)은 1970년 11월 12일 동파키스탄(현재의 방글라데시)과 인도의 서벵골 주를 강타한 괴멸적인 사이클론이다. 현재까지 기록된 가장 치명적인 사이클론으로, 현대에 벌어진 최악의 자연재해 중 하나로 손꼽힌다. 폭풍과 그로 인해 촉발된 폭풍해일로 갠지스강 하구 저지대에 거주하는 최대 500,000명의 사람들이 목숨을 잃었다. 이 사이클론은 1970년 북인도양에서 발생한 6번째 사이클론으로 그해 발생한 사이클론 중 가장 강력한 것이었는데 그 위력은 3등급 허리케인과 맞먹는 것이었다.
파키스탄 정부는 사이클론 이후에 구호 활동을 전개하는데 있어서 동파키스탄 지역 지도자와 세계 여론에 냉혹한 비난을 받았다. 그에 따라 동파키스탄의 분리 독립을 주장하는 아와미당(Awami League)이 동파키스탄 지역에서 압도적인 승리를 거두게 되고, 방글라데시의 독립으로 이어지는 동파키스탄과 서파키스탄 중앙 정부간의 방글라데시 독립 전쟁이 촉발되었다.

## 같이 보기
- 1999년 오리사 사이클론
- 사이클론 시드르
- 뉴무어섬